# Saint-Jean (Saint-Barthélemy)
Saint-Jean is een dorp in Saint-Barthélemy. Het bevindt zich ten oosten van de hoofdplaats Gustavia aan de Saint-Jeanbaai. De luchthaven Rémy de Haenen en het strand Plage de Saint-Jean bevinden zich bij het dorp.

## Overzicht
Saint-Jean was een gehucht aan de gelijknamige baai. In 1946 landde Rémy de Haenen het eerste vliegtuig op de savanne van Saint-Jean. Op de locatie verrees het vliegveld dat in 2015 naar hem werd vernoemd. In 1953 bouwde de Haenen het 5-sterrenhotel Eden Rock op een uitstekende rots op het strand. Het hotel werd bezocht door beroemdheden als Greta Garbo, prinses Lee Radziwill, en Howard Hughes en legde de basis voor het toerisme op Saint-Barthélemy.
Saint-Jean heeft zich ontwikkeld tot het tweede dorp van het eiland, en heeft een ruime selectie aan hotels, restaurants en winkels.

## Plage de Saint-Jean
Plage de Saint-Jean (ook: Saint Jean Beach) is het strand van Saint-Jean. Het strand wordt door hotel Eden Rock in tweeën gedeeld. Aan de westkant bevindt zich het vliegveld, en de vliegtuigen vliegen vlak over het strand. De westkant is ook het drukste strand van het eiland. Er worden 's avonds vaak feesten en concerten georganiseerd. De oostkant is rustig en leent zich voor snorkelen, surfen en waterskiën. De baai is beschermd door een rif, en het water is rustig. Het strand is vrij toegankelijk.

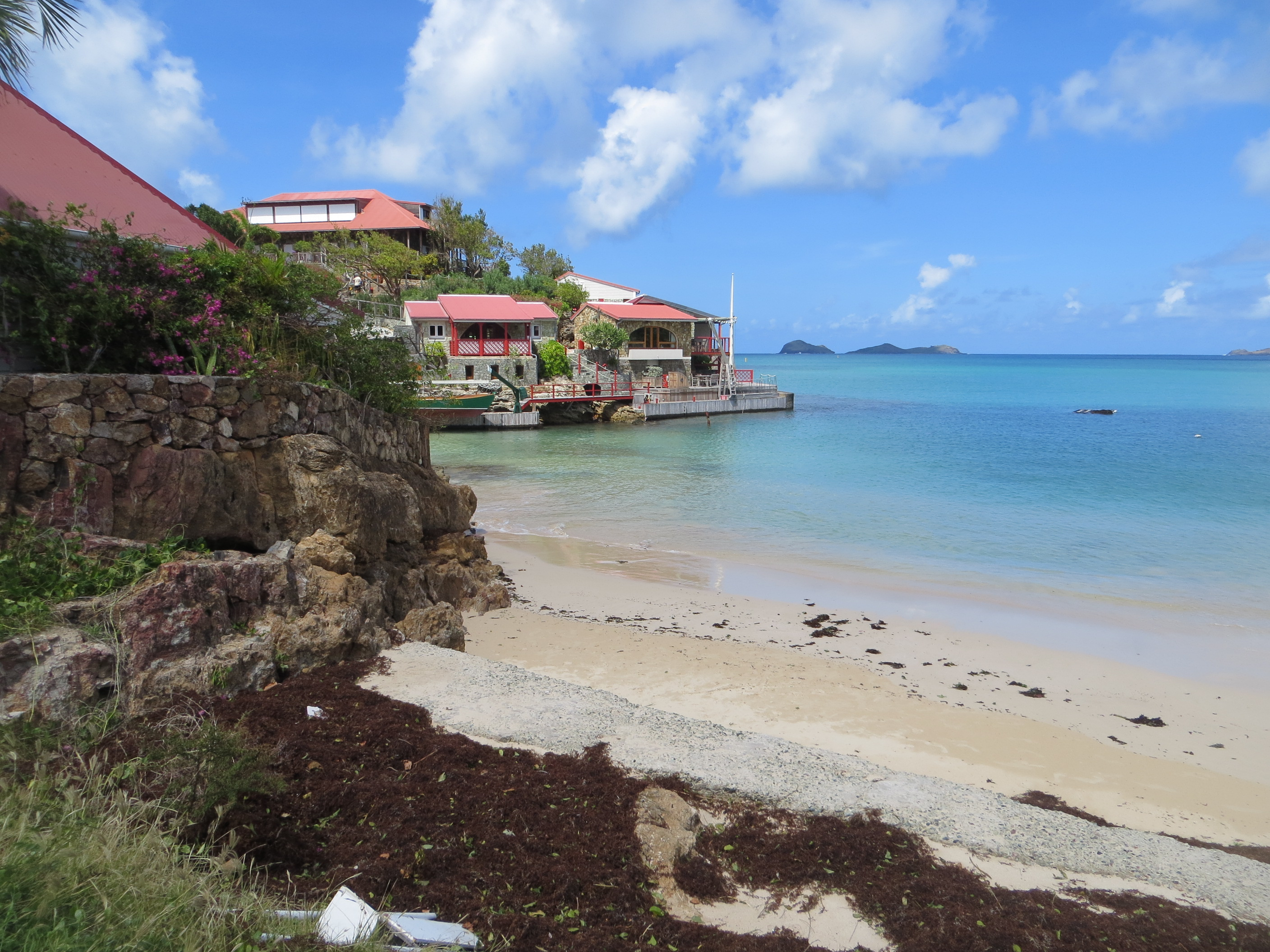
Plage de Saint-Jean met hotel Eden Rock
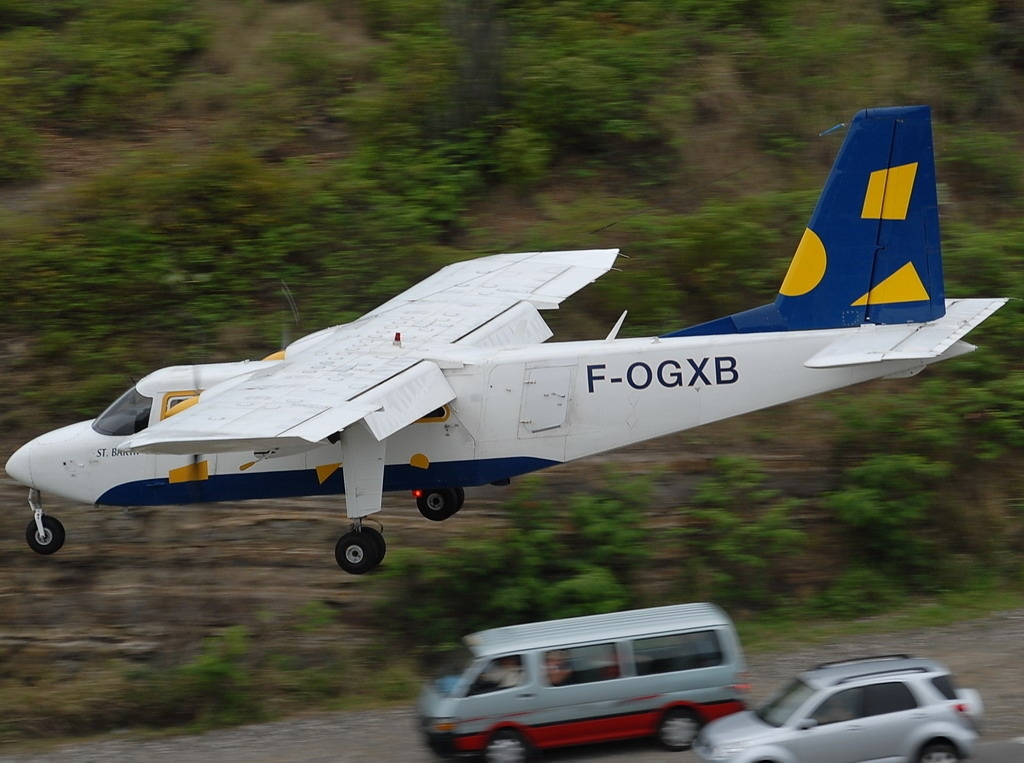
Landend vliegtuig
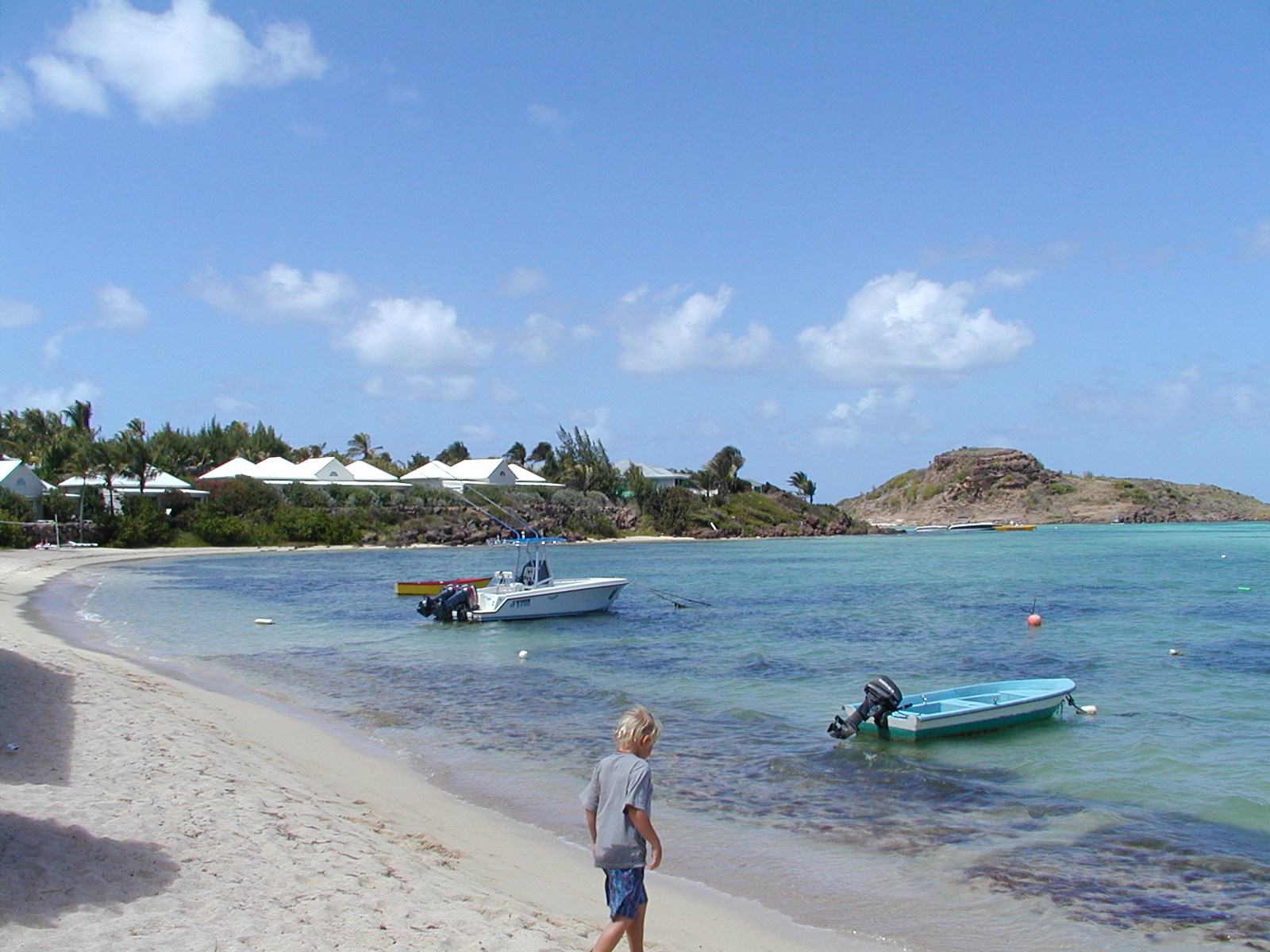
Saint-Jeanbaai
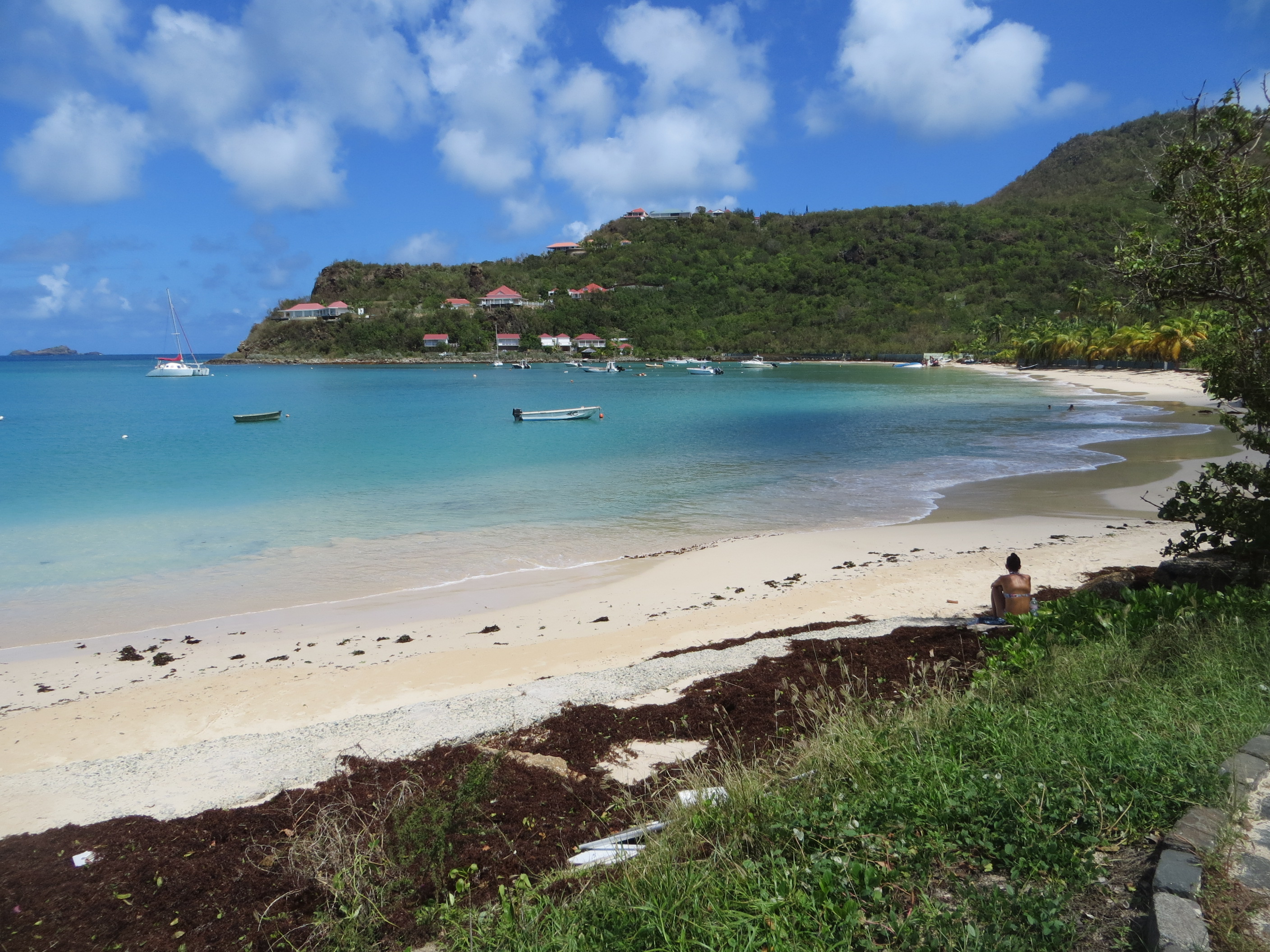
Plage de Saint-Jean